# امیرحسین ثقفی
امیرحسین ثقفی متولد ۱۳۶۵ تهران کارگردان و فیلم‌نامه‌نویس ایرانی است.

## زندگی‌نامه
امیرحسین ثقفی متولد ۱۳۶۵ ایران فرزند علی‌اکبر ثقفی تهیه‌کننده پیشکسوت سینمای ایران می‌باشد. امیرحسین ثقفی نخستین فیلم بلند سینمایی خود را با نام «مرگ کسب و کار من است» ساخت. این فیلم موفق به کسب دیپلم افتخار بهترین کارگردانی از بیست و نهمین جشنواره فیلم فجر شد فیلم دوم او «همه چیز برای فروش» در سال ۱۳۹۱ ساخته شد این فیلم جایزه ویژه انجمن منتقدان سینما را برایش به ارمغان آورد و با ساخت «مردی که اسب شد» توانست تندیس و دیپلم افتخار ویژه هیئت داوران بخش هنر و تجربه سی و سومین جشنواره فیلم فجر را از آن خود کند.

## فیلم‌شناسی
- فیلم دست تنها ۱۴۰۱
- کوچه ژاپنی‌ها ۱۳۹۸
- روسی (فیلم) ۱۳۹۶
- هلن فیلمنامه‌نویس ۱۳۹۴
- مردی که اسب شد ۱۳۹۳
- همه‌چیز برای فروش ۱۳۹۱
- ‏مرگ کسب کار من است ۱۳۸۹
- فیلم کوتاه وینیستون ۱۳۸۷